# 埃爾克波特 (愛荷華州)
埃爾克波特（英語：Elkport）是一個位於美國愛荷華州克萊頓縣的城市。

## 地理
埃爾克波特的座標為42°44′28″N 91°16′32″W / 42.74111°N 91.27556°W，而該地的平均海拔高度為202米（即663英尺）。

## 人口
根據2010年美國人口普查的數據，埃爾克波特的面積為0.50平方千米，當中陸地面積為0.50平方千米，而水域面積為0.00平方千米。當地共有人口37人，而人口密度為每平方千米74人。